# IAR 93
IAR 93 Vultur — румынский дозвуковой истребитель-бомбардировщик и штурмовик, предназначенный для непосредственной поддержки сухопутных войск над полем боя, уничтожения наземных целей противника, перехват низколетящих целей и дозвуковых самолётов в прифронтовой зоне и в оперативном тылу противника, круглосуточно, в любых метеоусловиях. Самолёт может проводить оптическую разведку с помощью фотооборудования в специальном контейнере устанавливаемом под фюзеляжем. Самолёт был объединенным румынско-югославским проектом 1970-х годов для военно-воздушных сил обеих стран и производился серийно как IAR 93 в Румынии и, как J-22 Орао в СФРЮ.
Первый прототип совершил полёт в 1974 году, и впервые был представлен на авиавыставке в Париже. Первый румынский реактивный самолёт, и первый румынский самолёт превысивший скорость в 1000 км/ч.
Румынские самолёты были построены Avioane Craiova, а его югославский коллега — авиазаводом СОКО. Самолёт был предназначен, чтобы заменить МиГ-15 и МиГ-17 в роли истребителя-бомбардировщика.

## История разработки

### Разработка проекта
В конце 1960-х годов правительства Югославии и Румынии начали переговоры о создании многоцелевого дозвукового истребителя, что было выгодно как с военной точки зрения, так и с экономической: в одиночку реализовать проект ни одна из стран не могла. Планировалось, что около 200 самолётов будут собраны специально для ВВС этих стран. После работы совместной комиссии были сформированы тактико-технические требования к самолёту, который планировалось оснастить двигателями марки «ViperВ» (югославы и румыны выпускали различные варианты двигателя по лицензии).
К середине 1972 года конструкторы из Югославского Технического института ВВС и Румынского Национального института науки и техники(INCAS) завершили работу над совместным проектом и начали его сборку. В Югославии самолёт собирался на заводе фирмы «СОКО», в Румынии на заводе I.R.Av.. Одинаковым в самолётах были только фюзеляжи с британским катапультным креслом Martin Baker Mk. 6, а оборудование и вооружение каждая сторона ставила своё.

### Сборка
Сборка экспериментальной модели началась в мае 1972 года. Заказ в Румынии размещался на заводе I.R.Av. в Бакэу, где производили фюзеляж самолёта, собирали его и тестировали. В Румынии также работала компания IRMA Baneasa из Бухареста, которая производила крылья, а ICA Ghimbav-Brasov собирала всё остальное оборудование. Югославский прототип производился на заводах в Мостаре (SOKO), Панцево (UTVA) и Трстенике. Румыния производила переднюю часть фюзеляжа, киль и дополнительные баки, а Югославия занималась крыльями, остальной частью фюзеляжа и хвостовой частью. Двигателями были выбраны два «Rolls-Royce» класса «Viper» Mk. 632-41R, которые располагались по обе стороны фюзеляжа. Выбор был неслучаен, поскольку по лицензии его производили и в Югославии (OPAO, Райловац), и в Румынии (Turbomecanica, Бухарест).

### Первый полёт
Румынские одноместный(S.C.) прототип № 001 совершил свой первый полёт, который длился 21 минут 31 октября 1974 года в Бакэу (одновременно с прототипом югославской на базе Batajnica Air). Самолёт пилотировал полковник Георгий Станика. 20 сентября 1979 года самолёт был потерян, когда во время испытательного полёта оба двигателя остановились и пилот катапультировался.
18 июля 1975 года самолёт был представлен Николае Чаушеску на аэродроме в Бакэу.
Двухместный (D.C.) Прототип № 003 совершил первый полёт 23 января 1977 года, он был потерян 24 ноября 1977 в связи с хвостовым флаттером. Левый лифт прервала в то время как в горизонтальном полёте на высоте 500 м при скорости 1045 км / час. Система выброса Martin-Baker Mk. RU10J сработала хорошо и два лётчика-испытателя успели катапультироваться. После этого события в кормовой части конструкции фюзеляжа была усилена.
Прототип № 004 разбился в Крайове 20 февраля 1979 году во время демонстрации. Пилот, капитан Добре Стан, не успел катапультироваться.
23 августа 1979 три IAR 93 (#001, #002 и #005) были впервые представлены публике в полёте во время военного парада в честь Национального дня Румынии.

## Серийное производство и модернизации
Окончательная сборка самолёта проходила на заводе Avioane Craiova. Всего, с 1976 по 1990 годы было изготовлено 83 серийных самолётов, не считая ранее изготовленные 2 предсерийных самолёта и 2 прототипа. Во время своего серийного производства неоднократно модернизировался.

## Модификации
- IAR 93 P1 — первая, базовая модификация, выпускался в 2-х вариантах: одноместный S.C. P1 (A)(IAR 93 A) и двухместный D.C. P1, построено 15 шт(11 одноместных и 4 двухместных).
- IAR 93 P2 — вторая модификация, отличался от самолётов первой серии гидроусилителями западного производства вместо советских БУ-45 и БУ-51М, радиооборудованием фирмы «Marconi» и автопилотом, кроме того, из конструкции были исключены фюзеляжные топливные баки 1 и 2; выпускался в 2-х вариантах: одноместный S.C. P2 (A)(IAR 93 A) и двухместный D.C. P2, построено 19 шт(14 одноместных и 5 двухместных).
- IAR 93 MB (рум. MB — Motor de Bază — Основной двигатель) — модернизация до уровня IAR 93 B но с использованием двигателей Viper Mk. 632-41 без возможности форсажа с тягой 17,79 кН от первых модификаций; выпускался в одном варианте: одноместный S.C. MB, построено 15 шт.
- IAR 93 B — кардинальная модернизация конструкции самолёта, которую провели полковники Александру Филипеску и Милош Петрие; изменению подверглись фюзеляжи и системы, в частности были установлены модернизированные двигатели Viper Mk. 633-47 с тягой 17,79 кН, и форсированной тягой в 22,24 кН; выпускался в 2-х вариантах: одноместный S.C. B и двухместный D.C. B, построено 33 шт(27 одноместных и 6 двухместных).

## Лётно-технические характеристики
Приведённые характеристики соответствуют одноместной(S.C.) модификации IAR 93 B.
Источник данных: 

Технические характеристики
- Экипаж: 1
- Длина: 14,90 м
- Длина фюзеляжа: 13,02 м
- Размах крыла: 9,30 м
- Высота: 4,52 м
- Площадь крыла: 26,00 м²
- Колея шасси: 2,50 м
- Профиль крыла: N.A.C.A. 65A-008 (модифицированный)
- Масса пустого: 5 750 кг
- Нормальная взлётная масса: 8 400 кг
- Максимальная взлётная масса: 10 900 кг
- Масса топлива во внутренних баках: 2 400 кг (3 120 л)
- Объём подвесных топливных баков: 1500 л (3 × 500 л) (1 150 кг)
- Силовая установка: 2 × ТРД Turbomecanica (Rolls-Royce) Viper Mk. 632-47
  - Бесфорсажная тяга: 2 × 17,79 кН (1814 кгс)
  - Форсажная тяга: 2 × 22,24 кН (2268 кгс)

Лётные характеристики
- Максимальная скорость: 1086 км/ч
- Крейсерская скорость: 730 км/ч на высоте 7000 м
- Скорость сваливания: 274 км/ч
- Боевой радиус: 260-530 км (в зависимости от комплектации)
- Продолжительность полёта: 2 часа 18 минут (3 часа 32 минуты с ПТБ)
- Практическая дальность: 1 320 км
- Практический потолок: 13 600 м
- Скороподъёмность: 3 900 м/мин
- Нагрузка на крыло: 419,20 кг/м²
- Тяговооружённость: 0,432
- Длина разбега: 800 м
- Длина пробега: 1 050 м (690 м с парашютно-тормозной установкой)
- Максимальная эксплуатационная перегрузка: +8,0/-4,2 g

Вооружение
- Стрелково-пушечное: 2 × 23-мм двухствольные пушки ГШ-23Л с 200 снарядами на пушку
- Точки подвески: 5 (4 под крыльями и один под фюзеляжем)
- Боевая нагрузка: 2500 кг
- Управляемые ракеты:  
  - ракеты воздух-воздух: 2 × Р-60 или Р-13М или A-90 (Р-3С) или A-91 (модернизированные Р-3С) (на счетверённых держателях)
- Неуправляемые ракеты:  
  - 8 × 16 x 57 мм ракет PRN-57 в блоках LPR 57-16 (на сдвоенных держателях GA)
  - 4 × 32 x 57-мм ракет PRN-57 в блоках LPR 57-32
  - 4 × 2 x 122-мм ракет PRN-122 в блоках LPR 122-2
- Бомбы: 5 × 500-кг BA-250 или BM-500; или 8 × 250-кг BA-250 или BM-250 (на сдвоенных держателях LMB 2×250); или 12 × 100-кг или 16 × 100-кг BA-100 или BEM-100 или BEF-100(на строенных LMB 3×100 или счетверённых LMB 4×100 держателях); или 12 × 50-кг или 16 × 50-кг BA-50 или BE-50 или BEM-50 или BEF-50(на строенных LMB 3×100 или счетверённых LMB 4×100 держателях); или 2 × 100-кг + 1 × 50-кг BA-100 и BE-50 (на строенных держателях LMB-3×100)

## Боевое применение
Самолёты IAR 93 никогда не участвовали в реальных боевых действиях, хотя 23-24 декабря 1989 года во время Румынской революции лётчики 67-го ибап (рум. Regimentul 67 Vânătoare-Bombardament) совершили 17 боевых вылетов, налетав 15 часов 18 минут. В основном это были вылеты дежурной пары на перехват неидентифицированных летательных объектов. Эффективность таких вылетов неизвестна, кроме того, некоторые источники заявляют о том, что штурмовики использовались для ударов по объектам "Секуритате", однако официального подтверждения нет.

## Сравнение с аналогами
|                      | Су-17                 | МиГ-27                | LTV A-7 Corsair II            | Grumman A-6 Intruder          | Mitsubishi F-1                |
| -------------------- | --------------------- | --------------------- | ----------------------------- | ----------------------------- | ----------------------------- |
|                      |                       |                       |                               |                               |                               |
| Первый полёт         | 2 августа 1966 года   | 17 ноября 1972 года   | 27 сентября 1965 года         | 19 апреля 1960 года           | 3 июня 1975 года              |
| Принят на вооружение | 1970 год              | 1975 год              | 1967 год                      | 1963 год                      | 1978 год                      |
| Годы производства    | 1969 — 1990           | 1973 — 1994           | 1965 — 1984                   | 1962 — 1990                   | 1977 — 1987                   |
| Единиц произведено   | 2867                  | 1412                  | 1569                          | 693                           | 77                            |
| Статус               | Состоит на вооружении | Состоит на вооружении | Снят с вооружения в 2014 году | Снят с вооружения в 1997 году | Снят с вооружения в 2006 году |

|                      | SEPECAT Jaguar        | Dassault-Breguet Super Étendard | Hawker Siddeley Buccaneer     | СОКО J-22 Орао        | IAR 93                        |
| -------------------- | --------------------- | ------------------------------- | ----------------------------- | --------------------- | ----------------------------- |
|                      |                       |                                 |                               |                       |                               |
| Первый полёт         | 8 сентября 1968 года  | 28 октября 1974 года            | 30 апреля 1958 года           | 31 октября 1974 года  | 31 октября 1974 года          |
| Принят на вооружение | 1972 год              | 1978 год                        | 1962 год                      | 1978 год              | 1978 год                      |
| Годы производства    | 1968 — 1981           | 1977 — 1983                     | 1961 — 1977                   | 1978 — 1992           | 1976 — 1990                   |
| Единиц произведено   | 573                   | 85                              | 206                           | 165                   | 86                            |
| Статус               | Состоит на вооружении | Состоит на вооружении           | Снят с вооружения в 1993 году | Состоит на вооружении | Снят с вооружения в 1998 году |